# A Hé, Arnold! epizódjainak listája
A Hé, Arnold! amerikai rajzfilmsorozat, amelyet 1996. október 7. és 2004. június 8. között sugárzott a Nickelodeon televíziós csatorna. Magyarországon először az RTL Klub hétvégi műsorában jelent meg, itt adták le az első két évadot, majd a sugárzás a magyar Nickelodeonon folytatódott. Ezzel párhuzamosan az RTL Klub is leadta a részeket, ezért a harmadik és a negyedik évad legtöbb epizódjából kétféle szinkronos változat létezik. Összesen 100 epizód készült, a legtöbb dupla rész, de egyes epizódok egyetlen történetet tartalmaztak csak. A részeket nem a készítésük sorrendjében mutatták be, ami bizonyos esetekben a történetben okozhatott következelenségeket. Magyarul az első 90 epizódot vetítették.

## Évados áttekintés
| Évad | Évad          | Epizódok      | Eredeti sugárzás     | Eredeti sugárzás  | Eredeti sugárzás                                        |
| Évad | Évad          | Epizódok      | Évadpremier          | Évadzárás         | DVD kiadás                                              |
| ---- | ------------- | ------------- | -------------------- | ----------------- | ------------------------------------------------------- |
|      | Bevezető rész | Bevezető rész | 1996. július 10.     | 1996. július 10.  | -                                                       |
|      | 1             | 20            | 1996. október 7.     | 1997. február 12. | 2011. augusztus 9.                                      |
|      | 2             | 19            | 1997. szeptember 22. | 1997. december 1. | 2012. március 20. (1. fele), 2012. július 24. (2. fele) |
|      | 3             | 27            | 1998. augusztus 31.  | 1999. április 7.  | 2013. január 29.                                        |
|      | 4             | 19            | 1999. szeptember 11. | 2000. június 21.  | 2013. május 14.                                         |
|      | 5             | 15            | 2001. január 5.      | 2004. június 8.   | ?                                                       |

## Epizódok

### Gyurma-animáció
Még mielőtt rajzfilm készült volna, Craig Bartlett három rövidfilmet készített, gyurma stop-motion technikával. Ezekben négy későbbi szereplő volt látható: Arnold, Helga, Herold és Rózi.
- Arnold Escapes From Church (1988)
- The Arnold Waltz (1990)
- Arnold Rides His Chair (1990) (ezt a Szezám utcában is vetítették)

### Bevezető rész
| # | Eredeti cím | Magyar cím | Leírás | Eredeti bemutató                    |
| 0 | Arnold      |            | Arnold véletlenül eltalálja Harold orrát egy baseball-labdával, ezért az Helga hatására elhatározza, hogy 24 óra múlva leszámol vele. Mivel ez a pilot epizód, ezért még sokaknak más a hajszíne/ruhája. Ezt az epizódot a sorozatban feldolgozták a "24 óra az élet" című részben | 1996. július 10. (1994-ben készült) |

### 1. évad (1996-1997)
| Sor. | Év. | Cím                                                                           | Rendező                                                                 | Író                                                                                              | Premier            | Gyártási szám |
| --- | --- | ----------------------------------------------------------------------------- | ----------------------------------------------------------------------- | ------------------------------------------------------------------------------------------------ | ------------------ | ------------- |
| 1. | 1.  | Gyümölcskék a belvárosban Jenci bicaja (Downtown as Fruits / Eugene's Bike)   | Tuck Tucker & Larry LeichliterKelly James & Juli Murphy-Hashiguchi      | Craig Bartlett, Joe Ansolabehere & Steve VikstenSteve Viksten, Joe Ansolabehere & Craig Bartlett | 1996. október 7.   | 101           |
| Arnold sulijában egy előadást tartanak az ételcsoportokról Helga rendezésében. Arnold és Gerald megalázónak érzik a gyümölcsjelmezt, ezért inkább túlmennek pár megállót, és a belvárosban kötnek ki a fellépés helyett. Jenci kap egy vadonatúj biciklit, ami Arnold hibájából tönkremegy. Bűntudatból elhatározza, hogy egy fantasztikus napot tölt el vele, azonban a balszerencsét csak úgy vonzó Jencivel kész katasztrófa a nap. |     |                                                                               |                                                                         |                                                                                                  |                    |               |
| 2. | 2.  | A kis rózsaszínű könyv A kirándulás (The Little Pink Book / Field Trip)       | Bert Ring & Don JudgeDebbie Baber & Steve Socki                         | Craig BartlettJoe Ansolabehere, Steve Viksten & Craig Bartlett                                   | 1996. október 9.   | 102           |
| Véletlenül Gerald tankönyveire esik Helga rózsaszínű naplója, amiben bókokat írt Arnoldról. Mivel nem tudják, hogy kié, ezért a fiúk megpróbálják fellelni a gazdáját, Helga pedig vissza igyekszik szerezni, mielőtt eljutnának az utolsó oldalig, ahol megnevezi saját magát. Arnoldék egy akváriumba mennek osztálykirándulásra, ahol Óriáspofát, a teknőst őrzik. A gyerekek kicsúfolják és bántják, mert régi emlékeik alapján félelmetesebb állatra emlékeztek. Arnold és nagymamája úgy döntenek, megszöktetik.                                                                           |     |                                                                               |                                                                         |                                                                                                  |                    |               |
| 3. | 3.  | Arnold sapkája A lépcsős kölyök (Arnold's Hat / Stoop Kid)                    | Tuck Tucker & Larry LeichliterKelly James & Juli Murphy-Hashiguchi      | Steve Viksten                                                                                    | 1996. október 14.  | 103           |
| Arnold sapkáját, amit gyerekkora óta hord, elfújja a szél. Helgánál köt ki, aki nagyon boldog, mert már csak ez hiányzott a gyűjteményéből. Ám mikor meglátja, hogy Arnold nem a régi a sapkája nélkül, elhatározza, hogy visszaadja. Arnold labdája a lépcsős kölyök lépcsőjére esik, aki sose hagyja el a helyét. Alaposan megismerve őt rájön, hogy ez a legnagyobb gyengéje is, és amikor a fiú erre rádöbben, Arnoldot kéri meg, hogy valahogy segítsen neki leszállni a lépcsőről. |     |                                                                               |                                                                         |                                                                                                  |                    |               |
| 4. | 4.  | Helga átváltozik A régi épület (Helga's Makeover / The Old Building)          | Kelly James & Juli Murphy-HashiguchiKelly James & Jamie Mitchell        | Rachel LipmanRachel Lipman & Steve Viksten                                                       | 1996. október 16.  | 104           |
| Rózi lánybulit tart, amire Helgát nem hívta meg, mert nem tartja elég nőiesnek. Ezért Helga úgy dönt, szépítkezik, és új külsejével meglepi a lányokat. Ernie azt akarja, hogy Arnold segítsen neki lerombolni egy régi színházat. Nagymamája viszont azt szeretné, hogy ne tegye meg. Kettejük között őrlődve az ismert énekes, Dino Spumoni segítségét veszi igénybe, akinek a pályája a színházból indult. |     |                                                                               |                                                                         |                                                                                                  |                    |               |
| 5. | 5.  | A hatodikos lányok A baseballsztár (6th Grade Girls / The Baseball)           | Dan Povenmire & Juli Murphy-HashiguchiDan Povenmire & Dale Case         | Steve VikstenJoe Ansolabehere                                                                    | 1996. október 21.  | 105           |
| Arnold és Gerald találkoznak a strandon két hatodikos lánnyal, Connie-val és Mariával akik, hogy bosszantsák a fiúikat, elhívják őket bulizni. Hogy bevágódjanak, Gerald apjának régi útmutatójából sajátítják el, hogyan viselkedjenek. Arnold megtudja hogy kedvenc baseballjátékosa, Mickey Kaline visszavonul. Ő és Gerald elhatározzák, hogy elmennek a búcsúmeccsére és megszerzik a labdáját. |     |                                                                               |                                                                         |                                                                                                  |                    |               |
| 6. | 6.  | A hőség A hó (Heat / Snow)                                                    | Tuck Tucker & Juli Murphy-HashiguchiBert Ring & Steve Socki             | Jonathan GreenbergCraig Bartlett & Rachel Lipman                                                 | 1996. november 4.  | 106           |
| Hőség van a városban. Arnoldék meg akarják találni a módját, hogy ne legyen melegük, de egyszerűen képtelenségnek tűnik. Beköszöntött a tél. Arnoldnak rengeteg munkát ad a nagypapája, miközben mások játszanak a hóban, a munkamorál hiányára hivatkozva. |     |                                                                               |                                                                         |                                                                                                  |                    |               |
| 7. | 7.  | A Rózsa-hadművelet A sportpálya (Operation Ruthless / The Vacant Lot)         | Kelly James & Larry LeichliterMark O'Hare & Larry Leichliter            | Rachel Lipman & Steve VikstenJosie Nericcio                                                      | 1996. október 30.  | 107           |
| Ismét megrendezik az éves sajtfesztivált. Arnold úgy dönt, hogy Rózsával, a nála idősebb lánnyal megy el, vagy legalábbis szeretné vele tölteni az estét, de Helga mindent megtesz, hogy ezt megakadályozza. Arnoldék egy saját baseballpályát keresnek. Találnak is egy ideális helyet a házak közt, amit letakarítanak, és elnevezik Gerald pályának. A frissen átadott területet azonban a felnőttek is kiszemelik maguknak. |     |                                                                               |                                                                         |                                                                                                  |                    |               |
| 8. | 8.  | A lista A szellemvonat (The List / Haunted Train)                             | Mark O'Hare & Larry LeichliterTuck Tucker & Juli Murphy-Hashiguchi      | Joe AnsolabehereJosie Nericcio                                                                   | 1996. november 6.  | 108           |
| Arnold ír egy listát a tökéletes szombatról, de egyetlen terve sem sikerül úgy, ahogy elképzeli. Mivel látja, hogy unatkoznak, nagypapa mesél Arnoldéknak a szellemvonatról, amely a város határában kísért. Ennek hatására Arnold, Gerald és Helga elindulnak megkeresni. |     |                                                                               |                                                                         |                                                                                                  |                    |               |
| 9. | 9.  | Önvédelem A természet lágy ölén (Mugged / Roughin' It)                        | Tuck Tucker & Jamie MitchellSherm Cohen & Alan Smart                    | Craig BartlettJonathan Greenberg                                                                 | 1996. november 11. | 109           |
| Miután Arnoldot kirabolták, nagymamája megmutatja, hogy védheti meg magát. A leckék hatására azonban Arnold kíméletlen és erőszakos lesz. Nagypapa elviszi táborozni Arnoldot és Geraldot, ugyanoda, ahol Helgáék is mennek. Ők modern technika nélkül érkeztek, Helgáék viszont jól felszerelve. Egy kirándulás során kiderül, ki is döntött jól. |     |                                                                               |                                                                         |                                                                                                  |                    |               |
| 10. | 10. | A 16-os ajtó Arnold mint Cupido (Door 16 / Arnold As Cupid)                   | Stark Howell & Dale CaseDan Povenmire & Dale Case                       | Rachel LipmanSteve Viksten                                                                       | 1996. november 13. | 110           |
| A ház legrejtélyesebb lakója, a titokzatos Mr. Smith csomagot kap. Arnold és Gerald megpróbálják eljuttatni neki, miközben a lakók meg akarják tudni, mi van benne. Oszkár magára haragítja a nejét, ezért az kidobja, így a férfi Arnold szobájába költözik. A kellemetlen társbérlet megszüntetése érdekében Arnold mindent megtesz, hogy újra összehozza a párt. |     |                                                                               |                                                                         |                                                                                                  |                    |               |
| 11. | 11. | Csapatszellem A nagymenő (Benchwarmer / Cool Jerk)                            | Stark Howell & Steve SockiRob Porter & Larry Leichliter                 | Jonathan GreenbergJoe Ansolabehere                                                               | 1996. október 23.  | 111           |
| Arnold és Gerald egy kosárlabdacsapatban játszanak, ahol Wittenberg edző sajátos taktikája miatt rendre veszítenek. A taktika lényege: mindenki az edző fiának, Tuckernek köteles passzolni, a fiú azonban nem bírja a nyomást. Arnold próbálja megoldani a helyzetet azzal, hogy felkészíti őt. Az iskola legmenőbb gyereke, Frankie G megmenti Arnoldot Haroldtól. Összebarátkoznak, ám kiderül, hogy Frankie G mindössze bűnözésre szeretné felhasználni a fiút, a fejformája miatt. |     |                                                                               |                                                                         |                                                                                                  |                    |               |
| 12. | 12. | A metró Hörgő Ed (Das Subway / Wheezin' Ed)                                   | Tuck Tucker & Steve SockiDan Povenmire & Juli Murphy-Hashiguchi         | Chris SimmonsCraig Bartlett, Rachel Lipman & Steve Viksten                                       | 1996. november 18. | 112           |
| Késő este a srácok egyetlen választása, ha metróval utaznak haza, ám az út nem várt nehézségekkel és kalandokkal jár. Elk szigetének egyik legendája a Hörgő Ed nevű maffiózóhoz kapcsolódik. Az ő kincsét keresik a gyerekek, akik ehelyett egy piti pénzhamisító párosra bukkannak. |     |                                                                               |                                                                         |                                                                                                  |                    |               |
| 13. | 13. | Korrepetálás Gerald látogatóba megy (Tutoring Torvald / Gerald Comes Over)    | Sherm Cohen & Larry LeichliterBert Ring & Juli Murphy-Hashiguchi        | Joe AnsolabehereCraig Bartlett & Rachel Lipman                                                   | 1996. október 28.  | 113           |
| Arnoldék legidősebb osztálytársa, a 13 éves Torvald bukásra áll matematikából. Ahhoz, hogy átmenjen, Arnoldnak kell őt korrepetálnia. Motivációképpen arra bátorítja, érjen el legalább egy hármast, mint annak idején, és tegye boldoggá a mamáját. Miután Arnold már sokszor volt Geraldnál, ezért most Gerald megy el Arnoldékhoz, és körbejárják a házat, lakbérbeszedés idején. Megismerkedhetünk a ház összes furcsa lakójával. |     |                                                                               |                                                                         |                                                                                                  |                    |               |
| 14. | 14. | A betűzőverseny A galambember (Spelling Bee / Pigeon Man)                     | Frank Nissen & Steve SockiJamie Mitchell & Larry Leichliter             | Joe AnsolabehereJoseph Purdy                                                                     | 1996. november 20. | 114           |
| Arnold és Helga indulnak a szokásos betűzőversenyen. Mivel már csak ez a díj hiányzik az otthoni trófeafalról, Bob számára presztízskérdéssé válik, hogy a lánya nyerjen. Arnold egyik postagalambja megbetegszik, ezért elviszi őt a rejtélyes Galambemberhez. A férfi meggyógyítja őt, cserébe Arnold megmutatja neki a valódi világot. Ám nem mindenki olyan jószándékú, mint Arnold... |     |                                                                               |                                                                         |                                                                                                  |                    |               |
| 15. | 15. | Olga hazalátogat A Sally-üstökös (Olga Comes Home / Sally's Comet)            | Stark Howell & Larry LeichliterDan Povenmire & Howie Parkins            | Steve VikstenJoseph Purdy                                                                        | 1996. november 25. | 115           |
| Helga nővére, Olga hazalátogat. Mivel a szülei Olgát mindig sokkal jobban szerették nála, ezért elhatározza, hogy szándékosan kitol vele: bizonyítványában az egyik jegyet átjavítja ötösről négyes fölére, amitől a nővére kiakad. Arnold és Gerald a gabonapelyhes nyereményjátékkal nyertek egy teleszkópot, amivel láthatják a Sally-üstököst. A túl erős városi fények miatt azonban nem látnak semmit, ezért igyekeznek mindenkit meggyőzni, hogy oltsák le a villanyokat. |     |                                                                               |                                                                         |                                                                                                  |                    |               |
| 16. | 16. | Az elveszett kismalac A csatorna királya (Abner, Come Home! / The Sewer King) | Cullen Blaine & Howie ParkinsTuck Tucker & Alan Smart                   | Joe AnsolabehereKeith Kaczorek                                                                   | 1996. november 27. | 116           |
| Abner (Ábel), Arnold szeretett malaca elszökik a panzióból és messzire csavarog. Arnold mindent tűvé tesz érte, hogy megtalálja, de csak egy radikális megoldás segíthet a disznó visszacsalogatásában. Nagypapa megbízza Arnoldot, hogy hozza el az aranyóráját az órástól. Hazafelé az óra véletlenül beesik egy mély csatornába. Arnold és Gerald utánamennek, ahol találkoznak egy különös alakkal, akinél ott van az óra, és önmagát a csatornák királyának tartja. |     |                                                                               |                                                                         |                                                                                                  |                    |               |
| 17. | 17. | Téves riasztás A világrekord (False Alarm / World Records)                    | Kelly James & George S. Chialtas                                        | Rachel Lipman & Steve VikstenJoe Ansolabehere                                                    | 1996. december 23. | 117           |
| Valaki meghúzza a tűzjelzőt az iskolában, és minden jel arra mutat, hogy Jenci volt a tettes. Arnold azonban kételkedik ebben, és a többieket próbálja meggyőzni arról, hogy keressék meg az igazi elkövetőt. Az epizód a "Tizenkét dühös ember" című film mintájára készült. Arnoldék megpróbálnak bejutni a Guinness Rekordok Könyvébe, ennek érdekében mindent megpróbálnak, ami csak az eszükbe jut. |     |                                                                               |                                                                         |                                                                                                  |                    |               |
| 18. | 18. | Bűvészmutatvány 24 óra az élet (Magic Show / 24 Hours To Live)                | Dan Povenmire & Juli Murphy-HashiguchiCraig Bartlett & Larry Leichliter | Glen David GoldCraig Bartlett, Steve Viksten & Joe Ansolabehere                                  | 1996. december 9.  | 118           |
| Arnold egy bűvészmutatványt ad elő, amelynek során úgy tesz, mintha eltüntetné Helgát. Egy baleset következtében Helga eszméletét veszti, és egy olyan világról álmodik, ahol mindenki örül annak, hogy eltűnt. Arnold véletlenül eltalálja Harold orrát egy baseball-labdával, ezért Helga javaslatára 24 óra múlvára kihívja őt egy verekedésre. Ez az epizód a pilot epizód újra elkészített változata. |     |                                                                               |                                                                         |                                                                                                  |                    |               |
| 19. | 19. | Mennyit ér a barátság? A felvonulás (Part-Time Friends / Runaway Float)       | Stark Howell & Juli Murphy-HashiguchiRob Porter & Larry Leichliter      | Joseph PurdyJonathan Greenberg                                                                   | 1997. január 6.    | 119           |
| Arnold és Gerald zsebpénzért segítenek Mrs. Vitello virágüzletében. Amikor a tulajdonos egy baleset miatt néhány napra ágyba kényszerül kerülni, a két fiú egyedül viszi a boltot, de hamarosan elmérgesedik köztük a viszony. Arnold kitalál egy kocsiötletet a felvonulásra, de nincs elég pénzük rá. Helga szerez pénzt az apjától, akinek viszont nem tetszik a terv, ezért átszabatja. |     |                                                                               |                                                                         |                                                                                                  |                    |               |
| 20. | 20. | Arnold karácsonya (Arnold's Christmas)                                        | Jamie Mitchell                                                          | Steve Viksten                                                                                    | 1996. december 11. | 120           |
| Mr. Hyunh-nek egyetlen karácsonyi kívánsága az, hogy viszontláthassa a lányát, akit még a vietnami háború utolsó napjaiban vesztett el. Arnold megpróbál mindent megtenni, hogy előkerítse őt, de az egyetlen ember, aki segíthet neki, egy hivatalnok, akinek mindent be kell szereznie a karácsonyi bevásárlólistáról. Eközben Helga a tökéletes karácsonyi ajándékot keresi Arnoldnak, mígnem rájön, hogy ha lemond a divatos Nancy Spumoni hócsizmájáról, és így segít megtalálni Mr. Hyunh lányát, akkor okozna neki igazán örömet.                                                         |     |                                                                               |                                                                         |                                                                                                  |                    |               |
| 21. | 21. | Helga udvarlója A szerelmes tanárnő (Helga's Boyfriend / Crush On Teacher)    | Tuck Tucker & Larry LeichliterStark Howell & George S. Chialtas         | Steve Viksten & Rachel LipmanJoseph Purdy                                                        | 1997. január 8.    | 121           |
| Helga megkéri Stinkyt, hogy legyen az udvarlója, hogy féltékennyé tegye Arnoldot. Nem számol azzal, hogy Stinky valóban szerelmes lesz belé. Arnold szerelmes lesz Miss Felterbe, a helyettesítő tanárba. Arnold szerint a tanárnő szeretett belé, és amikor Gerald meghallja, hogy Miss Felter egy bizonyos Arnolddal akar vacsorázni, elhatározza, hogy segít neki. |     |                                                                               |                                                                         |                                                                                                  |                    |               |
| 22. | 22. | A folyosófelügyelő Harold Bar Mitzvója (Hall Monitor / Harold's Bar Mitzvah)  | Kelly James & Steve SockiDan Povenmire & Juli Murphy-Hashiguchi         | Rachel LipmanJoseph Purdy                                                                        | 1997. január 13.   | 122           |
| Phoebe lesz az új folyosófelügyelő, de senki nem veszi komolyan, Helgától kér tanácsokat, akinek hatására sokkal szigorúbb lesz. Harold elmenekül a Bar Mitzvója elől mert úgy érzi, nem akar még férfivá válni. Arnold megpróbálja jobb belátásra bírni, s közben a gyakorlatban is megelevenedik előtte az, amit Goldberg rabbitól tanult. |     |                                                                               |                                                                         |                                                                                                  |                    |               |
| 23. | 23. | Ki az igazi edző? Négyszemű Jack (Coach Wittenberg / Four-Eyed Jack)          | Stark Howell & Larry LeichliterTuck Tucker & George S. Chialtas         | Jonathan GreenbergCraig Bartlett                                                                 | 1997. január 22.   | 123           |
| Arnoldéknak szüksége van egy tekeedzőre, ezért felkérik Wittenberg edzőt, hogy tréningezze őket. Az edző exneje viszont a saját csapatával kihívja őket egy játékra, így az ügy személyes jellegűvé válik számára. Arnold tanácsára nem nyers erővel, hanem pszichológiával tartja formában a csapatot. Egy zivataros éjszakán nagypapa a frászt hozza Arnoldra és Geraldra, amikor a panzió egykori lakójáról, Négyszemű Jack szelleméről mesél nekik. A fiúk a ház többi lakójával együtt próbálják elcsípni a szellemet, úgy vélve, hogy ha visszakapja a szemüvegét, hátha nem kísért többé. |     |                                                                               |                                                                         |                                                                                                  |                    |               |
| 24. | 24. | Csónakverseny Tanári sztrájk (Tour de Pond / Teacher's Strike)                | Dan Povenmire & Julie-Murphy HashiguchiKelly James & Steve Socki        | Rick GitelsonRachel Lipman & Joseph Purdy                                                        | 1997. január 27.   | 124           |
| Arnold részt vesz egy modellhajóversenyen nagypapa régi ellenfelének unokája, Rex Smythe-Higgins ellen. Saját hajót épít, de kérdéses, hogy ez elég lesz-e. Arnold iskolájában tanári sztrájk tör ki Wartz igazgató spórolási mániája miatt. A diákok egészen addig örülnek a szünetnek, amíg meg nem tudják, hogy minden kihagyott napot a nyári szünetben kell pótolniuk. |     |                                                                               |                                                                         |                                                                                                  |                    |               |
| 25. | 25. | Arnold Valentin-napja (Arnold's Valentine)                                    | Jamie Mitchell                                                          | Steve Viksten & Rachel Lipman                                                                    | 1997. február 12.  | 125           |
| Valentin-nap alkalmából Arnold titokban randira hívja Rózsát. Helga, hogy ezt megakadályozza, önmagát Cecilnek, Arnold francia levelezőpartnerének adja ki, aki épp Valentin-napon érkezik a városba, és találkozót szeretne. Arnold egész este két étterem között szaladgál, miközben az igazi Cecil is felbukkan. |     |                                                                               |                                                                         |                                                                                                  |                    |               |
| 26. | 26. | A biokert A társak (Biosquare / Partners)                                     | Kelly James & Steve SockiDan Povenmire & Julie Murphy-Hashiguchi        | Jordana ArkinJonathan Greenberg & Steve Viksten                                                  | 1998. február 5.   | 126           |
| Egy iskolai prezentáció érdekében Arnold és Helga 24 órára bezárkóznak egy üvegházba. Arnold kísérleteket végez és csak természetes dolgokat csinál, míg Helga fittyet hány az egészre. Dino Spumoni és régi szövegíró társa, Don Reynolds összevesznek. Mindketten a panzióba költöznek, de egymás nélkül csak színvonaltalan szerzeményeket képesek írni. |     |                                                                               |                                                                         |                                                                                                  |                    |               |

### 2. évad (1997-1998)
Ebben az évadban több esetben is ellentmondásba keveredik egymással a cselekmény, például rendszeresen látható Miss Slovak, mint a negyedikesek osztályfőnöke azután is, hogy elvileg abbahagyta a tanítást. Ez azért van így, mert az epizódokat nem az elkészítésük szerinti sorrendben adták le, ráadásul több epizódot az első évadból mentettek át. Magyarországon a 19. és a 20. epizód epizódpárjait felcserélték, a "Mennyit ér a barátság?" eredetileg "A biokert", "A felvonulás" pedig "A társak" című epizóddal szerepelt együtt.
| Sor. | Év. | Cím                                                                               | Rendező                                                          | Író                                                | Premier              | Gyártási szám |
| --- | --- | --------------------------------------------------------------------------------- | ---------------------------------------------------------------- | -------------------------------------------------- | -------------------- | ------------- |
| 27. | 1.  | A nagy szenzáció Harold cicája (The Big Scoop / Harold's Kitty)                   | Stark HowellSteve Socki                                          | Joseph PurdyJordana Arkin & Steve Viksten          | 1997. szeptember 29. | 201           |
| A jól fogyó iskolaújságban Helga színvonaltalan cikkeket jelentet meg. Arnold ellenvetésére kilép, és saját újságjával próbál sikeres lenni, mely azonban tele van álhírekkel. Amikor megírja, hogy le akarják bontani az iskolát, Arnold és Gerald elhatározzák, hogy utánajárnak a sztorinak. Harold, aki mindenkit piszkál, valójában elég magányos. Amikor ő és Arnold találnak egy kiscicát az egyik szemetesben, elhatározza, hogy maga mellé veszi, és kötődést alakít ki a kisállattal. Amikor azonban megtudja, hogy az igazi gazdája egy idős hölgy, akivel volt már korábban konfliktusa, megmakacsolja magát és nem hajlandó visszaadni. |     |                                                                                   |                                                                  |                                                    |                      |               |
| 28. | 2.  | Arnold életet ment Lógás a suliból (Arnold Saves Sid / Hookey)                    | Stark HowellSteve Socki                                          | Steve VikstenJim Ryan                              | 1997. október 13.    | 202           |
| Miután Arnold megmentette Sid-et, egy zuhanó reklámtáblától, hálája jeléül a szolgája lesz. Arnold azonban nehezen viseli el, hogy Sid állandóan a nyomában van. Arnold és Gerald elhatározzák, hogy egy napot lógnak a suliból. Úgy tervezik, hogy ez lesz életük legklasszabb napja, de mindenhol azzal szembesülnek, hogy bármikor lebukhatnak. |     |                                                                                   |                                                                  |                                                    |                      |               |
| 29. | 3.  | Mentsük meg a fát Az új tanár (Save the Tree / New Teacher)                       | Dan Povenmire                                                    | Joseph Purdy                                       | 1997. szeptember 22. | 203           |
| A város legöregebb fáját, Hatalmas Pétert ki akarja vágatni Bob, hogy a helyén építse fel új mobilüzletét. A gyerekek és Arnold nagymamája mindenáron meg akarják akadályozni. A diákok új osztályfőnököt kapnak Mr. Simmons személyében. Szokatlan tanítási stílusa miatt a diákok elhatározzák, hogy megszabadulnak tőle. Sikerül is nekik, de a helyette érkező Goose ezredes rádöbbenti őket, hogy mennyire jó is volt a tanár bácsi. |     |                                                                                   |                                                                  |                                                    |                      |               |
| 30. | 4.  | A nyomozás A kis tökéletes (Ransom / Ms. Perfect)                                 | Steve Socki                                                      | Jonathan GreenbergSteve Viksten                    | 1997. október 8.     | 204           |
| Timberly plüssállatát valaki ellopta, ezért Arnold és Gerald megpróbálnak utánajárni, ki lehetett a tettes. Egy új diák, Lila Sawyer érkezik a suliba. Minden lány féltékeny rá, amiért kedves és minden srác szereti, ezért gonosz tréfát űznek vele. Miután azonban elüldözik az iskolából, rájönnek, mekkorát hibáztak. |     |                                                                                   |                                                                  |                                                    |                      |               |
| 31. | 5.  | Majomparádé A Nagy Cézár (Monkey Business / Big Caesar)                           | Tuck TuckerDan Povenmire                                         | Steve VikstenJonathan Rosenthal & Craig Bartlett   | 1997. október 6.     | 205           |
| Helgára rámászik egy majom és összepuszilja a karját, ezért attól fél, hogy átváltozik majommá, miután az iskolában hallott a majomnukleózisról. Horgászversenyt tartanak a városi tavon. Arnold és Gerald úgy döntenek, elindulnak, hogy kifogják a legendás óriáshalat, a rettegett Nagy Cézárt. |     |                                                                                   |                                                                  |                                                    |                      |               |
| 32. | 6.  | A nagymenő Jóbarátnők (High Life / Best Friends)                                  | Derek DrymonSteve Socki                                          | Lesa KiteJonathan Greenberg                        | 1997. október 22.    | 206           |
| Gerald egy új görkorira szeretne spórolni, ezért elhatározza, hogy Wacko órákat ad el. Kezdetben jól megy a bolt, ám egyre kevesebb a vásárló, és egyre több az óra, amit el kell adnia, mert különben neki kell kifizetni. Rózi és Nadine összevesznek azon, hogy mit adjanak elő az iskolai bemutatón. Arnold, aki a feladathoz a párjuk lett volna, most köztük őrlődik. |     |                                                                                   |                                                                  |                                                    |                      |               |
| 33. | 7.  | A leghosszabb hétfő Jenci állatkája (Longest Monday / Eugene's Pet)               | Derek Drymon & Larry LeichliterDerek Drymon & George S. Chialtas | Jonathan GreenbergAntoinette Stella                | 1997. október 1.     | 207           |
| Régi hagyomány, hogy minden június első hétfőjén az ötödikesek szemetesbe vágják a negyedikeseket. A srácok ezt próbálják meg elkerülni, bármi áron, miközben barátaik egyre fogynak körülöttük. Miután Arnold véletlenül megöli Jenci aranyhalát egy jojóval, egy új kisállat után néznek. A választás azonban nem is olyan egyszerű. |     |                                                                                   |                                                                  |                                                    |                      |               |
| 34. | 8.  | A nagy mérkőzés Gerald elköltözik (Mud Blow / Gerald Moves Out)                   | Stark Howell                                                     | Jonathan GreenbergSteve Viksten & Danica Ivancevic | 1997. október 20.    | 208           |
| Wolfgang és az ötödikesek kihívják Arnoldékat egy futballmeccsre. Vereségük borítékolható, ezért Arnold és Helga más-más módszerrel próbálják felkészíteni a csapatot. Gerald megelégeli a családját, ezért elköltözik Arnoldék panziójába. Az önálló élet azonban mégsem olyan remek, mint azt gondolta. |     |                                                                                   |                                                                  |                                                    |                      |               |
| 35. | 9.  | A nyomozás A csalás (Freeze Frame / Phoebe Cheats)                                | Tuck Tucker                                                      | Joseph PurdyAntoinette Stella                      | 1997. október 15.    | 209           |
| Arnoldék a parkban levideóznak egy különös embert, aki valamit elhelyezett egy fa odvában. Elkezdenek nyomozni, és hamarosan arra a következtetésre jutnak, hogy meg akarják ölni Mr. Greene-t, a hentest. Phoebe verset próbál írni egy vetélkedőre, de nem sikerül neki, ezért kimásolja azt egy könyvből. Művéért díjat kap, egy Emily Dickinson-szobrot, ám nem tud elszámolni saját lelkiismeretével. |     |                                                                                   |                                                                  |                                                    |                      |               |
| 36. | 10. | Szerelmi bájital Gerald titka (Helga's Love Potion / Gerald's Secret)             | Dan PovenmireTuck Tucker                                         | Craig BartlettJonathan Greenberg                   | 1997. szeptember 24. | 210           |
| Helga ki akar szeretni Arnoldból, ezért egy cigányasszonytól vesz bájitalt. Hamarosan rájön azonban, hogy képtelen az érzéseitől szabadulni. Kerékpárverseny lesz a városban. Mindenki indul, kivéve Gerald, aki soha nem tanult meg biciklizni. Arnold próbálja tréningezni legjobb barátját. |     |                                                                                   |                                                                  |                                                    |                      |               |
| 37. | 11. | Acélos Phil Helga vakációja (Steely Phil / Quantity Time)                         | Stark HowellSteve Socki                                          | Steve Viksten                                      | 1997. november 10.   | 211           |
| Nagypapát egy negyven évvel ezelőtti vereségére emlékeztetik a parkban, amit kínai sakkban szenvedett el Robby Fischertől. Most Arnold segítségével arra készül, hogy revansot vegyen a következő bajnokság során. Mirjam elutazik egy hétre, pont akkor, amikor Helgának tavaszi szünete van, Bob pedig szabadságon. Emiatt apa és lánya együtt kell hogy töltsék a hetet, és kiderül, hogy Bob nem tud semmit a lányáról. |     |                                                                                   |                                                                  |                                                    |                      |               |
| 38. | 12. | A zabaverseny Rhonda szemüvege (Eating Contest / Rhonda's Glasses)                | Steve Socki & Kelly JamesLarry Leichliter                        | Joseph PurdyAntoinette Stella                      | 1997. november 19.   | 212           |
| Arnoldot benevezi nagypapája az éves evőversenyre. Közben egy feneketlen bendőjű fiú bukkan fel, akit szemlátomást képtelenség megverni. Rózi kap egy szemüveget, aminek hatására megtudja, milyen kriplinek és kitaszítottnak lenni. Az élükre állva sikeresen harcolja ki a jogaikat. |     |                                                                                   |                                                                  |                                                    |                      |               |
| 39. | 13. | Jenci rosszfiú lesz Lássunk egy operát! (Eugene Goes Bad / What's Opera, Arnold?) | Tuck TuckerDan Povenmire & Steve Socki                           | Steve Viksten                                      | 1997. november 24.   | 213           |
| Miután Jenci megtudja, hogy a kedvenc szuperhőse a való életben egy nyafogós színész, úgy dönt, hogy rossz lesz. Ezzel viszont rossz hatással van egy fiúra, aki eddig felnézett rá. A gyerekek megnézik az operában a Carment. Arnold és Helga elalszanak, és a mű a saját képzeletükben elevenedik meg. |     |                                                                                   |                                                                  |                                                    |                      |               |
| 40. | 14. | Az űrlények (Arnold's Halloween)                                                  | Jamie Mitchell                                                   | Craig Bartlett, Joseph Purdy & Antoinette Stella   | 1997. október 29.    | 214           |
| Ez az epizód paródiája Orson Welles "Világok harca" című rádiójátékának. Arnold és Gerald úgy döntenek, hogy egy álrádióriporttal megtréfálják a szüleiket. Az adást azonban a városban mindenki hallja, köztük egy önjelölt ufókutató. Mivel Helgáék a nagyobb hatás kedvéért idegeneknek öltöztek be Halloween alkalmából, így ők is veszélyben vannak. Ezalatt Bob, aki állítása szerint maga is találkozott ufókkal, egy csapatot verbuvál, hogy móresre tanítsa az "űrlényeket". |     |                                                                                   |                                                                  |                                                    |                      |               |

### 3. évad (1998)
Ebben az évadban is felmerülnek kontinuitási problémák, melyek az epizódok rendszertelen levetítéséből adódtak. Lorenzo, aki csak az évad vége felé mutatkozik be az osztályban, például szerepel több korai részben is, ahol már láthatóan beilleszkedett az osztályközösségbe. Magyarországon egyes epizódoknak két szinkronja is készült, az egyiket az RTL Klub (Videobox Stúdió), a másikat a Nickelodeon (LaborFilm) készíttette. A magyar címeknél zárójelben az RTL Klubos címek olvashatóak.
| Sor. | Év. | Cím | Rendező                                                            | Író                                                 | Premier              | Gyártási szám |
| --- | --- | --- | ------------------------------------------------------------------ | --------------------------------------------------- | -------------------- | ------------- |
| 41. | 1.  | Az alkalmassági teszt (Az alkalmassági vizsga) Oszkár állást keres (Oszkár állást keres) (The Aptitude Test / Oskar Gets A Job)  | Stark HowellSteve Socki & Kelly James                              | Antoinette StellaSteve Viksten                      | 1998. szeptember 16. | 301           |
| Az iskolában pályaalkalmassági tesztet írnak a diákok. Harold és Helga dolgozata összekeveredik, ezért előbbit nagyon okosnak, utóbbit viszont rettentő butának hiszik. Oszkár kénytelen állást vállalni, és végül rátalál egy testhezálló feladatra: újságokat kell kihordania. A munkát azonban lusta elvégezni, ezért eleinte mindent kitalál, csak ne neki kelljen dolgoznia. |     | |                                                                    |                                                     |                      |               |
| 42. | 2.  | Fürtös kiborul (A harag napja) A bálvány (A rocksztár) (Curly Snaps / Preteen Scream)                                            | Steve Socki & Kelly JamesDan Povenmire                             | Joseph Purdy                                        | 1998. szeptember 14. | 302           |
| Tévedésből nem Fürtös lesz az iskolában a heti labdafelelős, amin kiakad. Bezárkózik az igazgatói irodába, és követeli helyzetének rendezését. Egy nyereményjátékon Phoebe nyeri meg a lehetőségét annak, hogy találkozzon a tinisztár Ronnie Petersonnal. Magával viszi Helgát is, akit nem igazán izgat a dolog, de aztán fordul a kocka, amikor kiderül, hogy Ronnie közel sem akkora sztár, mint hitték. |     | |                                                                    |                                                     |                      |               |
| 43. | 3.  | Stinky Hollywoodba megy (Stinky Hollywoodba megy) Olga menyasszony (Olga menyegzője) (Stinky Goes Hollywood / Olga Gets Engaged) | Tuck TuckerDan Povenmire                                           | Steve VikstenAntoinette Stella                      | 1998. szeptember 9.  | 303           |
| A Yahoo Szóda reklámfilmjéhez keresnek gyerekszínészt a városban. Mindenki nagy meglepetésére Stinkyt választják reklámarcnak - később jön csak rá, hogy a butasága miatt. Olga esküvőre készülve állít haza. Vőlegénye sármos, meggyőző alak, Helga azonban rájön, hogy igazából egy csapodár szélhámos, akia pénzére utazik. |     | |                                                                    |                                                     |                      |               |
| 44. | 4.  | A kedvenc íróm A gazdag fiú (Crabby Author / Rich Kid)                                                                           | Sherm Cohen & Larry LeichliterLarry Leichliter & Christine Kolosov | Steve L. HayesJoseph Purdy                          | 1998. szeptember 30. | 304           |
| Arnold házi feladatában a kedvenc írójával szeretne készíteni egy interjút. Csakhamar kiderül, hogy a kedves és szerethető gyerekkönyvek írója a való életben egy kiállhatatlan vén boszorkány. Új gyerek érkezik az osztályba. A gazdag és elkényeztetett Lorenzo elég bátortalanul mozog az iskolában, de Arnold és a többiek elhatározzák, hogy megmutatják neki, milyen is igazi gyereknek lenni. |     | |                                                                    |                                                     |                      |               |
| 45. | 5.  | Helga kifecsegi (Helga kifecsegi) Harold, a hentes (Haroldból hentes lesz) (Helga Blabs It All / Harold the Butcher)             | Tuck TuckerLarry Leichliter & Stark Howell                         | Craig BartlettJoseph Purdy                          | 1998. augusztus 31.  | 305           |
| Helgát a fogorvosnál érzéstelenítő gázzal kezelik, aminek hatása alatt szerelmet vall Arnoldnak az üzenetrögzítőjére. Mikor kitisztul a feje, elhatározza, hogy visszaszerzi a kazettát, kerül, amibe kerül, mielőtt kiderülne. Harold ellop egy sonkát Mr. Green-től. Goldberg rabbi javaslatára a fiú egy hétig a hentesnél dolgozik, hogy megtanulja a leckét, és közben szép lassan megkedveli a hentesszakmát. Mr. Green azonban nem osztja a lelkesedését. |     | |                                                                    |                                                     |                      |               |
| 46. | 6.  | A nyuszipizsama Helga és a dada (Arnold Betrays Iggy / Helga and the Nanny)                                                      | Dan PovenmireSherm Cohen & Steve Socki                             | Steve VikstenJoseph Purdy                           | 1998. szeptember 23. | 306           |
| Arnold véletlenül meglátja Iggyt az otthonában egy nyuszis pizsamában. Bár nem mondja el senkinek, a többiek mégis rájönnek, amiért Iggy nagyon megharagszik rá, és egyáltalán nem akar békülni. Bob egy európai házvezetőnőt alkalmaz, akit mindenki kedvel. Helgának viszont cseppet sem tetszik a modora, ezért elhatározza, hogy megszabadul tőle. |     | |                                                                    |                                                     |                      |               |
| 47. | 7.  | A veszélyes ütés (A veszélyes ütés) A dalnok (A countryénekes) (Dangerous Lumber / Mr. Hyunh Goes Country)                       | Sherm Cohen & Frank WeissStark Howell                              | John D. Beck & Ron HartSteve Viksten & Joseph Purdy | 1998. szeptember 2.  | 307           |
| Arnold akárhányszor csak megsuhintja a baseballütőjét, a labdával mindig eltalál valamit. A sok balszerencse miatt úgy dönt, nem játszik többé, hiába próbálják többen is lebeszélni erről, ahogy közeledik az ötödikesekkel a nagy meccs. Mr. Hyunh csodálatos hangon énekel countrydalokat. Arnold és Gerald meglátják ebben a lehetőséget, és úgy döntenek, csinálnak neki egy kis reklámot és híressé teszik. Csakhogy végül döntenie kell a világhírnév és a nyugodt élet között. |     | |                                                                    |                                                     |                      |               |
| 48. | 8.  | Arnold szobája (Arnold szobája) Helgát megverik (Helgát megverik) (Arnold's Room / Helga vs. Big Patty)                          | Tuck TuckerSteve Socki & Kelly James                               | Steve Socki & Kelly JamesSteve Viksten              | 1998. szeptember 7.  | 308           |
| Sid és Lorenzo egy közös iskolai feladatot próbálnak együtt megoldani. Lorenzo szeretné látni Sid szobáját, de a fiú fél, hogy szegénysége miatt nem fogja őt kedvelni, ezért Arnold szobáját veszi kölcsön, és azt hazudja, hogy az az övé. Helga csúnyákat mond az iskola legerősebb és legcsúnyább lányáról, a Dagadt Pattyről. Ezért ő elhatározza, hogy megveri. Helga próbál ellene tenni, sikertelenül. |     | |                                                                    |                                                     |                      |               |
| 49. | 9.  | A karrier napja (A karrier napja) A buli (A buli) (Carreer Day / Hey Harold!)                                                    | Dan PovenmireSteve Socki & Kelly James                             | Jonathan GreenbergSteve Viksten                     | 1998. oktöber 14.    | 309           |
| Az osztályból egy napra mindenkit egy-egy munkahelyre osztanak be gyakorlatra. Arnold a mogorva Jégmámor fagyis mellé kerül, aki mindenáron egyest akar neki adni. A dolgok megváltoznak, amikor kiderül, hogy a fagyis apja ultimátumot ad a fiának: estig el kell adnia az összes jégkrémet, különben kirúgja. Harold is elmegy Rózi bulijába, bár cseppet sem tetszik neki a helyzet. Ott találkozik Pattyvel, aki szintén kellemetlenül érzi magát. Remekül szórakoznak és közel kerülnek egymáshoz, amin többen gúnyolódni kezdenek. |     | |                                                                    |                                                     |                      |               |
| 50. | 10. | A paradicsomszálló (A paradicsomszálló) Gerald mandulája (A paradicsomszálló) (Casa Paradiso / Gerald's Tonsils)                 | Steve SockiSherm Cohen & Frank Weiss                               | Joseph PurdyCraig Bartlett                          | 1998. október 21.    | 310           |
| Nagypapának elege van a lakók állandó veszekedéséből, ezért úgy dönt, eladja a panziót és elköltözik messzire. Arnold és a lakók együttesen próbálják meggyőzni az ellenkezőjéről. Izgatottan készül mindenki az iskolai kórus fellépésére. Gerald azonban váratlanul bereked, és a hangja reszelős marad, miközben neki kellene énekelnie a szólót. Harvey postás lesz az, aki próbál neki segítséget nyújtani. |     | |                                                                    |                                                     |                      |               |
| 51. | 11. | Phoebe-t legyőzik (Phoebe veszít) Malacháború (Malacháború) (Phoebe Takes The Fall / The Pig War)                                | Larry Leichliter & Tuck TuckerDan Povenmire                        | Joseph PurdyCraig Bartlett                          | 1998. október 26.    | 311           |
| Hogy Bob előtt jó színben tűnjön fel, Helga megkéri Phoebe-t, hogy szándékosan veszítsen az iskolai kvízversenyen s így ő kerülhessen a városi döntőbe. Egy régi hagyomány megrendezése érdekében nagypapa felajánlja Ábelt, hogy legyen a malac, akit el kell kapni. Rex Smythe-Higgins és unokája viszont, akik a másik csapatban vannak, elhatározzák, hogy ha elkapták, megsütik a disznót |     | |                                                                    |                                                     |                      |               |
| 52. | 12. | Arnold násznagy lesz (Arnold násznagy lesz) Buli csak menőknek (A menők bulija) (Best Man / Cool Party)                          | Sherm Cohen & Christine KolosovDan Povenmire                       | Steve VikstenCraig Bartlett                         | 1998. október 28.    | 312           |
| Wittenberg edző újra el akarja venni feleségül az exnejét. A túlzott versenyszellem miatt viszont veszélybe kerül a ceremónia, így Arnoldra, mint násznagyra hárul a feladat, hogy megoldja a helyzetet. Rózi olyan házibulit tart, ahová csak a menők jöhetnek el, a geek-ek viszont nem. Utóbbiak hatalmas bulit rendeznek Arnoldnál, amely sokkal izgalmasabbnak tűnik, mint Rózi mulatsága. |     | |                                                                    |                                                     |                      |               |
| 53. | 13. | Sid bosszúja (A bosszú) Hullámvasúton (A hullámvasút) (Sid's Revenge / Roller Coaster)                                           | Dan PovenmireLarry Leichliter & Christine Kolosov                  | Michelle LamoreauxJoseph Purdy                      | 1998. november 2.    | 313           |
| Wartz igazgató elesik a menzán, és tévedésből Sidet vádolja meg azzal, hogy ő a felelős a balesetéért.Az igazságtalanságérzet miatt Sid egy szappanból faragott bábu segítségével elátkozza őt. Az átok, úgy néz ki, megfogan, legalábbis a jelek arra utalnak, hogy az igazgató úr meghalt. Dinolandben senki nem mer Jencivel egy hullámvasútra felülni a balszerencsés híre miatt. Arnold be akarja bizonyítani, hogy ez butaság, de aztán végül valóban fennakadnak. |     | |                                                                    |                                                     |                      |               |
| 54. | 14. | Nagypapa születésnapja (Nagypapa születésnapja) Helgáék utaznak (Az utazás) (Grandpa's Birthday / Road Trip)                     | Sherm Cohen & Steve SockiTuck Tucker                               | Craig BartlettJonathan Greenberg                    | 1998. november 9.    | 314           |
| Nagypapa betölti a 81. életévét, és úgy véli, hamarosan utoléri egy családi átok. Bármennyire is egészséges, úgy hiszi, születésnapján meghal, akárcsak az összes férfi felmenője. Helga és Miriam átutaznak az országon. Útközben rengeteg balszerencse éri őket, és az egyetlen módja annak, hogy a hazajutáshoz pénzt szerezzenek, az egy bikalovagló verseny. |     | |                                                                    |                                                     |                      |               |
| 55. | 15. | Arnold szerelmes A nagy verseny (Arnold & Lila / Grand Prix)                                                                     | Steve SockiStark Howell & Larry Leichliter                         | Steve VikstenJoseph Purdy                           | 1998. november 18.   | 315           |
| Lila egy félreértés miatt szerelmes lesz Arnoldba, aki nem viszonozza az érzelmeit. Mikor azonban tisztázzák a helyzetet, Arnold hirtelen azon veszi észre magát, hogy most ő lett szerelmes. Jenci és Arnold gokartja összetörik egy selejtező során. A két fiúra vár a feladat, hogy a kettőből egy új autót építsenek a döntőre. |     | |                                                                    |                                                     |                      |               |
| 56. | 16. | A hálaadási ünnep (Arnold hálaadási ünnepe) (Arnold's Thanksgiving)                                                              | Larry Leichliter                                                   | Craig Bartlett, Joseph Purdy & Steve Viksten        | 1998. november 23.   | 316           |
| Arnold semmi mást nem szeretne, csak egy normális hálaadást. A nagymamája folyton összekeveri ezt az ünnepet és július negyedikét, ezért hot doggal és tűzijátékkal készült. Eközben Helga azt szeretné, ha néha rá is figyelnének otthon, de Olga már megint a család középpontja lesz. Mikor aztán azt meri mondani az asztalnál, hogy ő semmiért se hálás, mindenki mérges lesz rá, ezért elmegy otthonról. Ő és Arnold aztán találkoznak, majd Mr. Simmons hálaadási vacsoráján kötnek ki, és megállapítják, hogy ehhez képest az ő családjuk nem is rossz. Végül mindketten megkapják, amit szerettek volna: Arnold a normális hálaadást a nagyijának köszönhetően, Helga pedig a figyelmet, mert a családja aggódott miatta, hogy hova tűnt. |     | |                                                                    |                                                     |                      |               |
| 57. | 17. | Lányproblémák (A lányveszedelem) A sulibuli (Az iskolabál) (Girl Trouble / School Dance)                                         | Sherm Cohen & Frank WeissStark Howell                              | Craig BartlettSteve Viksten                         | 1998. december 14.   | 317           |
| Arnold teljesen kiakad azon, hogy Helga egyfolytában csak szekálja Megpróbál megoldást találni erre, nagypapa pedig elmeséli, milyen volt, amikor őt szekálta egy lány az iskolában - akiről végül kiderül, hogy a nagyi volt. Arnoldot bízzák meg, hogy szerezzen énekest az iskolai bálra. Sikeresen meggyőzi Dino Spumonit, aki viszont a búcsúkoncertjeként fogja fel a fellépést, és ettől leül a hangulat. |     | |                                                                    |                                                     |                      |               |
| 58. | 18. | Helga showja Az árvíz (Helga's Show / The Flood)                                                                                 | Stark HowellChristine Kolosov                                      | Steve VikstenAntoinette Stella                      | 1998. november 30.   | 318           |
| Az újonnan megnyílt kakaóbárban Helga paródiákkal szórakoztatja a közönséget. Sok diáknak nem tetszik, hogy kifigurázza őket, aminek hangot is adnak. Mr. Simmons tíz perccel tovább tartja az utolsó órát, ami alatt hatalmas vihar tör ki. Az árvíz miatt a negyedik osztály és Wartz igazgató úr az iskola épületében ragadnak. |     | |                                                                    |                                                     |                      |               |
| 59. | 19. | Az iskolaszínház (School Play)                                                                                                   | Steve Socki                                                        | Steve Viksten                                       | 1998. december 21.   | 319           |
| Mr. Simmons megrendezi a Rómeó és Júliát a diákjai részvételével. Miután kiderül, hogy Arnold lesz Rómeó, Helga mindent elkövet azért, hogy ő lehessen Júlia. |     | |                                                                    |                                                     |                      |               |
| 60. | 20. | A szülők napja (Parents Day) | Larry Leichliter & Tuck Tucker                                     | Craig Bartlett & Antoinette Stella                  | 1998. december 28.   | 320           |
| Arnold szomorú, mert az iskolai vetélkedőn mindenki a szüleivel indul, neki pedig csak nagyszülei vannak. Phil és Gertrude hiába ügyesek minden versenyszámban, a fiú vigasztalhatatlan marad, főleg amikor Bob árva gyereknek nevezi. Ezért nagypapa elhatározza, hogy elmeséli neki, kik is voltak a szülei és hogy hol lehetnek most. |     | |                                                                    |                                                     |                      |               |

### 4. évad (1999)
Ebben az évadban a (gyártási kód szerinti) első két epizód még hagyományos rajztechnikával készült, a többi pedig már digitális munkával. A főcímdalt is áthangszerelték. Magyarországon egyes epizódoknak két szinkronja is készült, az egyiket az RTL Klub (Videobox Stúdió), a másikat a Nickelodeon (LaborFilm) készíttette. A magyar címeknél zárójelben az RTL Klubos címek olvashatóak.
| Sor. | Év. | Cím | Rendező                         | Író                                                              | Premier              | Gyártási szám |
| --- | --- | --- | ------------------------------- | ---------------------------------------------------------------- | -------------------- | ------------- |
| 61. | 1.  | Jenci születésnapja Stinky zöldsége (Eugene's Birthday / Stinky's Pumpkin)                                                        | Christine KolosovFrank Weiss    | Craig BartlettJoseph Purdy                                       | 1999. március 17.    | 401           |
| Jenci születésnapi bulit szervez, de Arnold miatt a meghívók nem érnek célba, így senki nem megy el. Arnold kétségbeesetten próbál egy igazi szülinapi bulit összehozni. Stinky elhatározza, hogy benevez a városi zöldségfesztiválra, és ezért kiskertet csinál a házuk udvarán. Apjától kap családi örökségnek számító tökmagokat, amelyek legszebb reményeit is felülmúlják. |     | |                                 |                                                                  |                      |               |
| 62. | 2.  | Vacsora négy főre (Vacsora négy főre) Phoebe hatodikos lesz (Phoebe hatodikos lesz) (Dinner for Four / Phoebe Skips)              | Frank WeissChristine Kolosov    | Steve VikstenMichelle Lamoreaux                                  | 1999. március 31.    | 402           |
| Helga ingyen vacsorát nyer egy elegáns francia étterembe. Hogy megmutassa Arnoldnak, hogy ő is tud kifinomult lenni, elhívja őt, Geraldot és Phoebe-t magával. Csak fizetéskor derül ki, hogy rossz étterembe mentek, ezért Helga mindent megtesz, hogy minél később kelljen kifizetni a számlát. Kitűnő tanulmányi eredménye miatt Phoebe-t átküldik a hatodik osztályba. Eleinte lelkes, de hamar rájön, hogy újdonsült osztálytársai csak kihasználják.                                                                                      |     | |                                 |                                                                  |                      |               |
| 63. | 3.  | Telihold (Arnold büntetésben) A gyakorlótanár (A gyakorlótanítónő) (Full Moon / Student Teacher)                                  | Frank Weiss                     | Steve VikstenMichelle Lamoreaux & Steve Viksten                  | 1999. március 10.    | 403           |
| Sid, Stinky és Harold az alfelüket mutatják Wartz igazgató úrnak, aki meg akarja találni a tetteseket. Az egyetlen ember, aki tudja, hogy kik voltak, az Arnold, de ő nem akarja beárulni őket, semmilyen büntetés hatására sem. Olga váratlanul hazalátogat a tavaszi szünetben, és ezután is maradni szándékozik: gyakorlótanár lesz a negyedik osztályban. Ez Helgát rendkívül kellemetlenül érinti, ezért megpróbál megszabadulni tőle. |     | |                                 |                                                                  |                      |               |
| 64. | 4.  | A nagy Gino (A nagy Gino) Jamie O. szerelmes (Jamie szerelmes) (Big Gino / Jamie O. In Love)                                      | Christine Kolosov               | Joseph PurdyMichelle Lamoreaux                                   | 1999. március 15.    | 404           |
| Arnold megmenti Sidet a Nagy Gino néven ismert srác haragjától, és elintézi, hogy a tartozását munkával fizesse meg. Sid remekül helytáll, és szép lassan a gengszterek között találja magát. Jamie O. szerelmes lesz egy lányba, aminek Gerald nagyon örül, hiszen az eddig agresszív és nemtörődöm bátyja kezesbárány lesz és kedves hozzá. Ám amikor szembesül azzal, hogy a lány csak kihasználja a bátyját, elhatározza, hogy tennie kell valamit.                                                                                         |     | |                                 |                                                                  |                      |               |
| 65. | 5.  | A mobilkirálynő (Miriam üzletasszony lesz) Oszkár nem tud olvasni (Oszkár nem tud olvasni) (The Beeper Queen / Oskar Can't Read?) | Frank Weiss                     | Michelle LamoreauxJoseph Purdy                                   | 1999. március 29.    | 405           |
| Bob megrándítja a hátát, ezért nem tud dolgozni, és Miriamnak kell helyette beugrania. Minden remekül megy, és Helga is örül a dolgoknak, egészen addig, míg a mamájának egyre fontosabb kezd el lenni a munka. A panzió lakói megdöbbennek, mikor megtudják, hogy Oszkár nem tud olvasni. Miután ez számára is nagy szégyent jelent, Arnoldot kéri meg, hogy segítse őt korrepetálni. A végső vizsgafeladat során a város egyik feléből a másikba kell hazajutnia, pusztán olvasással.                                                         |     | |                                 |                                                                  |                      |               |
| 66. | 6.  | A fej nélküli kocsis (A fej nélküli kocsis) Péntek 13 (Péntek 13) (Headless Cabbie / Friday the 13th)                             | Christine Kolosov               | Joseph PurdyAntoinette Stella                                    | 1999. október 30.    | 406           |
| Arnold mesél egy rémtörténetet a fej nélküli kocsisról. Mindannyian megrémülnek, de akkor még jobban, amikor úgy látszik, hogy a legenda életre kelt. Arnold és Gerald nem hisznek a péntek 13-mal kapcsolatos babonákban, ezért Wolfgang úgy dönt, megtréfálja őket. |     | |                                 |                                                                  |                      |               |
| 67. | 7.  | Helga papagája (Helga papagája) Csokiteknősök (A csokiteknősök) (Helga's Parrot / Chocolate Turtles)                              | Frank WeissChristine Kolosov    | Antoinette StellaCraig Bartlett                                  | 1999. április 5.     | 407           |
| Bob vesz egy beszélő papagájt, amit aztán elzavar a háztól. Ekkorra azonban már megtanulta Helga egyik Arnoldhoz írt versét, és a lány attól tart, a megszökött madár kifecsegi a titkát. Gerald könnyű pénzkereseti lehetőségként csokiteknősöket árul a skót kiscserkészek félrevezetésével. Az estig leszállítandó szállítmányt Timberly megeszi, ezért gyorsan ki kell találnia, hogyan kaphatják meg a vevők a sütijüket. |     | |                                 |                                                                  |                      |               |
| 68. | 8.  | Szerelem és sajt (Szerelem és sajt) Harold lefogy (Harold fogyókúrázik) (Love and Cheese / Weighing Harold)                       | Frank WeissChristine Kolosov    | Steve Viksten                                                    | 1999. április 7.     | 408           |
| Arnold Lilával megy el az éves sajtvásárra, azt remélve, hogy így közelebb kerülhetnek egymáshoz. Eközben Helga szabotálni próbálja a dolgokat. Miután folyton kövérnek nevezik, Harold elmegy egy fogyókúrás hajókirándulásra. De mikor hazajön, még kövérebb, mint volt, ezért Arnold segítségét kéri, hogy formába lendülhessen. |     | |                                 |                                                                  |                      |               |
| 69. | 9.  | A szupermodell (Modellkarrier) Arnold visszavonul (Arnold kegyvesztett lesz) (It Girl / Deconstructing Arnold)                    | Christine KolosovFrank Weiss    | Jonathan GreenbergMichelle Lamoreaux                             | 1999. szeptember 18. | 409           |
| Egy divatdiktátor Helgát választja ki, mint következő szupermodellt, a sajátos stílusa miatt. Helgát annyira nem érdekli a dolog, de megrökönyödik, mikor mindenki őt akarja utánozni. Miután folyton azt válaszolják a rosszallásaira, hogy törődjön a maga dolgával, Arnold elhatározza, hogy többé nem ad tanácsot senkinek. Helyette mindenki Helgához kezd el fordulni, aki a rossz tanácsaival csak zűröket okoz. |     | |                                 |                                                                  |                      |               |
| 70. | 10. | A nagy mérkőzés (A nagy meccs) Rózit nevelik (A nevelés csodája) (Grudge Match / Polishing Rhonda)                                | Frank WeissChristine Kolosov    | Joseph PurdyMichelle Lamoreaux                                   | 1999. szeptember 25. | 410           |
| Nagypapa és Bob karamboloznak. Mivel nem tudnak megegyezni abban, hogy ki volt a hibás, elhatározzák, hogy egy golfmeccsen játsszák le, kinek is kell fizetnie. Rózit és Dagadt Pattyt is beíratják egy elit etikettórára. Nagy meglepetésre Rózi modora miatt rosszul teljesít, míg Patty mindenkit lenyűgöz. |     | |                                 |                                                                  |                      |               |
| 71. | 11. | A veteránok napja (A veteránok napja) (Veteran's Day)                                                                             | Christine Kolosov               | Steve Viksten                                                    | 1999. november 6.    | 411           |
| Miközben a fővárosbeli veterán napi megemlékezésre tartanak, Arnold nagypapája elmeséli, hogyan nyert meg egyedül egy kulcsfontosságú ütközetet a második világháborúban. Gerald papája ezzel szemben úgy tűnik, sokkal kevésbé volt hősies a vietnámi háborúban, mert csak aktakukac volt. Hamarosan kiderül, hogy bár nagypapa kiszínezte kicsit a sztorit, de tényleg hős volt, Gerald apja pedig valódi hőstettet is végrehajtott, amikor megmentette egy ember életét.                                                                     |     | |                                 |                                                                  |                      |               |
| 72. | 12. | Nagypapa suliba megy (Vissza az iskolába) Tojástörténet (Tojástörténet) (Back to School / Egg Story)                              | Frank Weiss                     | Craig BartlettCelia Bonaduce, Michelle Lamoreaux & Steve Viksten | 1999. szeptember 11. | 412           |
| Kiderül, hogy nagypapa valójában soha nem fejezte be az általános iskolát, ezért Arnold javaslatára nekiveselkedik. Ahogy halad előre az évfolyamokon, úgy változik a motivációja és a viselkedése is. Iskolai feladatként pároknak kell vigyáznia tojásokra. Arnold és Helga egyfolytában veszekednek és ezért elveszítik a tojásukat, míg Rózi és Harold tojása reggeliként végzi. |     | |                                 |                                                                  |                      |               |
| 73. | 13. | A furcsa unokatestvér (A furcsa rokon) Oszkár baba (Oszkár, a kisbaba) (Weird Cousin / Baby Oskar)                                | Christine KolosovFrank Weiss    | Michelle Lamoreaux & Steve VikstenSteve Viksten                  | 1999. október 9.     | 413           |
| Látogatóba érkezik Arnoldhoz a vidéki unokatestvére, Arnie. Hamarosan féltékeny is lesz, amikor rájön, hogy Lila is érdeklődik iránta. Csakhogy Arnie-t sokkal jobban érdekli Helga. Suzie-nak el kell mennie otthonról, így Oszkárnak kell vigyáznia egy kisbabára, akit ő egyáltalán nem kedvel. |     | |                                 |                                                                  |                      |               |
| 74. | 14. | Helga alvajáró (Holdkóros Helga) Családok versenye (Családi vetélkedő) (Helga Sleepwalks / Fighting Families)                     | Christine KolosovFrank Weiss    | Michelle LamoreauxJoseph Purdy                                   | 1999. október 23.    | 414           |
| Miután vacsorára disznófül-chipset evett, Helga alvajárni kezd, és ez komolyan azzal fenyeget, hogy bevallja Arnoldnak, mit érez iránta. Arnold, a nagyszülei, Mr. Hyunh és Ernie egy csapatot alkotnak a családok versenyében, ahol a 119. számú iskola győztes családjával kell összemérniük az erejüket. |     | |                                 |                                                                  |                      |               |
| 75. | 15. | A Majomember (A Majomember) Buszok, bicajok, metrók (Közlekedési eszközök) (Monkeyman! / Buses, Bikes and Subways)                | Frank WeissChristine Kolosov    | Craig Bartlett                                                   | 2000. március 4.     | 415           |
| Arnold elhatározza, hogy találkozik a város szuperhősével, a Majomemberrel. Miután azonban bemutatja neki az átlagos emberek mindennapjait, a Majomember elfelejti, milyen dolog is a bűnüldözés. Egy osztálykirándulás után Helga és Harold a csokigyárban rekednek, Helgának ráadásul jegye van az esti birkózásra, ezért szorítja őket az idő. Különféle tömegközlekedési eszközökkel igyekeznek céljuk felé. |     | |                                 |                                                                  |                      |               |
| 76. | 16. | A nagypapa nővére (A nagypapa nővére) A vízibalett (A vízibalett) (Grandpa's Sister / Synchronized Swimming)                      | Christine Kolosov               | Craig BartlettJoseph Purdy                                       | 1999. október 16.    | 416           |
| Váratlanul megjelenik a panzióban nagypapa nővére, akiről Arnold még soha nem hallott. Kiderül, hogy egy apróság miatt nem beszélnek egymással már hetven éve, és miközben egymással cívódnak, Arnold megpróbálja kibékíteni őket. Wittenberg edzőt kérik fel a srácok, hogy legyen a szinkronúszó csapatuk trénere. A tét nem kevés: a versenyen ismét a feleségét kell legyőznie. |     | |                                 |                                                                  |                      |               |
| 77. | 17. | Helgából Lila lesz (Helga inkognitóban) Mr. Green politikus lesz (Mr. Green) (Helga's Masquerade / Mr. Green Runs)                | Frank Weiss                     | Michelle LamoreauxJoseph Purdy                                   | 2000. március 11.    | 417           |
| Helga szeretné elnyerni Arnold kegyeit, ezért megkéri Lilát, hogy segítsen, hogy olyanná válhasson, mint ő. Miután kiderül a választókerületi képviselő alkalmatlansága, Mr. Green, az emberek bátorítására, elhatározza, hogy jelölteti magát képviselőnek. |     | |                                 |                                                                  |                      |               |
| 78. | 18. | Helga és a pszichológus (A pszichológusnál) (Helga on the Couch)                                                                  | Christine Kolosov               | Craig Bartlett                                                   | 1999. december 4.    | 418           |
| Az iskolában pszichológust alkalmaznak, aki megfigyelései során észreveszi, hogy Helga egyfolytában piszkálja Arnoldot. Miután újra leüti a mögötte hörgő Bénit, Wartz igazgató meg akarja büntetni, mire a pszichológusnő magánrendelésre hívja a lányt, ahol szépen lassan kiderülnek Helga életének apró mozzanatai. |     | |                                 |                                                                  |                      |               |
| 79. | 19. | Dino visszatér (Dino feltámad) (Dino Checks Out)                                                                                  | Frank Weiss                     | Steve Viksten                                                    | 1999. december 11.   | 419           |
| Dino Spumoni megjátssza a saját halálát, hogy jobban fogyjanak a lemezei. Titokban beköltözik a panzióba, amiről csak Arnold tud, mindenki más pedig szellemnek hiszi. A terv azonban visszafelé sül el, amikor megjelenik a színen egy Dino-imitátor. |     | |                                 |                                                                  |                      |               |
| 80. | 20. | Nyári szerelem (Summer Love) | Christine Kolosov & Frank Weiss | Joseph Purdy & Michelle Lamoreaux                                | 2000. május 25.      | 420           |
| Arnoldék, Helgáék, és a panzió lakói is a tengerpartra mennek nyaralni. Egy lány elhiteti Arnolddal, hogy szerelmes belé, csak azért, hogy a tehetségével megnyerje a homokvárépítő versenyt és szerepeljen egy sorozatban. Helga ezt megpróbálja megakadályozni. Bob leég, miközben Mirjam és Suzie remekül érzik magukat. Oszkár fémkeresővel fosztogatja a nyaralókat, míg Ernie-t félig beássa a homokba Mr. Hyunh, és aztán elveszíti szem elől. Nagypapa, aki a civilizáció elől menekült el, úgy hiszi, elveszett egy lakatlan szigeten. |     | |                                 |                                                                  |                      |               |

### 5. évad (2000-2004)
Ebben az évadban sem az eredeti elkészítésük szerint vetítették le az epizódokat. A sorozat befejezésének szánt "A napló" című részt még néhány, korábban be nem mutatott rész követte. Magyar szinkron csak az első tíz epizódhoz készült, és már csak a Nickelodeon gyártatta le.
| Sor. | Év. | Cím                                                                               | Rendező                             | Író                                                              | Premier            | Gyártási szám |
| --- | --- | --------------------------------------------------------------------------------- | ----------------------------------- | ---------------------------------------------------------------- | ------------------ | ------------- |
| 81. | 1.  | Sid, a vámpírölő A nővér (Sid the Vampire Slayer / Big Sis)                       | Christine Kolosov                   | Michelle Lamoreaux                                               | 2000. március 18.  | 501           |
| Sid egy félreértés miatt azt hiszi Stinkyről, hogy egy vámpír, és úgy hiszi, be is tudja bizonyítani. Arnold megpróbálja lebeszélni őt egyre őrültebb ötleteiről. Olga egy mentorprogram keretén belül másik hugicát választ magának, aki nem más, mint Lila. Ez irritálja Helgát, ezért mindent megtesz, hogy szabotálja a dolgokat. |     |                                                                                   |                                     |                                                                  |                    |               |
| 82. | 2.  | Gerald játéka Horgászkirándulás (Gerald's Game / Fishing Trip)                    | Frank Weiss                         | Joseph Purdy & Steve Viksten                                     | 2002. április 27.  | 502           |
| Gerald egy vadonatúj játék rabjává válik, amely miatt hanyagolja Arnold társaságát. Ezért Arnold megpróbálja kinyomozni, mi folyik a háttérben. Mivel "A király uralkodik" című szerepjáték Gerald mindene, ezért Arnold elhatározza, hogy a játékban győzi le barátját. Arnold, Gerald, Sid, Harold és Jenci, valamint a szüleik horgászkirándulásra mennek, ahol semmi nem úgy sül el, ahogy szeretnék. A gyerekek és a felnőttek is nagyon szeretnének hazamenni, vagy legalábbis a tó túlpartján lévő karneválba, de mindkét csapat azt feltételezi a másikról, hogy szomorúak lennének, ezért egyikük se szól egy szót sem. |     |                                                                                   |                                     |                                                                  |                    |               |
| 83. | 3.  | Egy táska pénz Simmons igazgató úr (Bag of Money / Principal Simmons)             | Christine Kolosov                   | Steve VikstenJoseph Purdy                                        | 2000. április 5.   | 503           |
| Arnold, Gerald, és Sid találnak egy táska pénzt. Megállapodnak, hogy Arnold veszi magához, ám ő hazafelé véletlenül elveszíti. Mivel annyira hihetetlen történettel áll elő a hollétével kapcsolatosan, ezért Sid nem hisz neki és vádaskodni kezd. Wartz igazgató módszerei szigorúak, de Mr. Simmons hiába emeli fel ellenük a szavát. A helyzet megváltozik, amikor Mr. Simmons lesz az iskola igazgatója. Ő reformokat vezet be, de azok egyáltalán nem működnek. |     |                                                                                   |                                     |                                                                  |                    |               |
| 84. | 4.  | Az új vagány Phoebe eltöri a lábát (New Bully on the Block / Phoebe Breaks a Leg) | Frank Weiss                         | Craig BartlettMichelle Lamoreaux                                 | 2000. április 12.  | 504           |
| Új diák érkezik a felsőbb évfolyamba, aki felveszi a harcot Wolfganggal. A negyedikesek két tűz közé kerülnek, különösen mert így elveszik tőlük a pályájukat, ahol játszhatnak. Arnold megkísérel összehozni egy mindent eldöntő meccset, amivel reményei szerint ők járhatnak jól. Phoebe egyfolytában kiszolgálja Helgát, ami miatt balesetet szenved és a lába bánja. Helga igyekszik jóvátenni a hibáját és mindent megtesz, amit Phoebe kér tőle - aki pedig szándékosan titokban tartja, hogy a lábának már semmi baja. |     |                                                                                   |                                     |                                                                  |                    |               |
| 85. | 5.  | Fennakadva egy fán Rózi tönkremegy (Stuck in a Tree / Rhonda Goes Broke)          | Christine KolosovFrank Weiss        | Joseph Purdy & Steve VikstenRobert Lamoreaux                     | 2001. január 5.    | 505           |
| Jenci fennragad egy fán, majd nem sokkal később a segítségére siető Arnold és Harold is. Várnak, hogy hátha történik valami, de senki nem jár a környéken. A két epizód között egy rövid snitt látható, amelyben Helga megvallja Arnold iránt érzett szerelmét. Ez különféle epizódokból lett összevágva. Rózi szülei tönkremennek, emiatt szegények lesznek, és Arnoldék panziójába költöznek. Ezt viszont nem hajlandó senkinek sem bevallani. |     |                                                                                   |                                     |                                                                  |                    |               |
| 86. | 6.  | Helga medallionja Sid és a bacillusok (Helga's Locket / Sid and Germs)            | Frank WeissChristine Kolosov        | Joseph PurdyAntoinette Stella                                    | 2000. április 19.  | 506           |
| Helga készíttet egy medált, amibe Arnold arcképét teteti. Az ékszert elveszíti, ami Arnold nagypapájához kerül, aki azt hiszi, hogy az az ő ajándéka. A medál nem nyílik ki, de ha kinyílna, Helga legféltettebb titka napvilágra kerülne. Az éves békafogó verseny előtt Sid lát egy dokumentumfilmet, ami miatt megretten a baktériumoktól és tisztaságmániás lesz. |     |                                                                                   |                                     |                                                                  |                    |               |
| 87. | 7.  | Helga amnéziás lesz Az öreg acélember (Beaned / Old Iron Man)                     | Frank Weiss                         | Michelle LamoreauxJonathan Greenberg                             | 2001. január 12.   | 507           |
| Helgát fejbetalálja egy baseball-labda, amitől időleges amnéziája lesz. Mikor másnap már egészségesen rádöbben, hogy ilyen állapotában Arnold rengeteget foglalkozott vele, elhatározza, hogy tovább játssza az amnéziást. Gyerekkori barátja, Jimmy Kafka meglátogatja nagypapát, és feléled köztük a régi rivalizálás. Mindketten elindulnak az éves Öreg Acélember versenyen, csak azért, hogy bebizonyítsák, hogy jobbak a másiknál. |     |                                                                                   |                                     |                                                                  |                    |               |
| 88. | 8.  | A szellemmenyasszony Gerald és a bátyja (Ghost Bride / Gerald vs. Jamie O.)       | Christine Kolosov                   | Steve VikstenMichelle Lamoreaux                                  | 2003. november 11. | 508           |
| Gerald elmesél egy rémtörténetet a szellemmenyasszonyról, aki a gyilkosságának az évfordulóján kísért. Mivel pont ennek a napja van, a srácok elmennek a temetőbe, ahol félelmetes dolgokkal szembesülnek. Helga, akit nem hívnak magukkal, bosszúból a frászt hozza rájuk, de ekkor megjelenik egy újabb szellem. Gerald mérges lesz a bátyjára, amiért úgy tűnik számára, hogy megpróbálja megszerezni a barátnőjét. Hamar kiderül azonban, hogy inkább a lány az, aki Jamie O-ra hajt. |     |                                                                                   |                                     |                                                                  |                    |               |
| 89. | 9.  | Felfüggesztve Ernie szerelmes (Suspended / Ernie in Love)                         | Frank WeissChristine Kolosov        | Jonathan GreenbergSteve Viksten                                  | 2000. április 26.  | 509           |
| Haroldot egy hétre felfüggesztik az iskolában, aminek eleinte nagyon örül, de később rájön, hogy halálra unja magát, ezért elhatározza, hogy valahogy visszajut az iskolapadba. Próbálkozásaival azonban csak újabb felfüggesztéseket gyűjt be. Ernie beleszeret egy modellbe, aki nála sokkal magasabb. Ez frusztrálja őt, Arnold mégis azt tanácsolja neki, hogy hívja el a nőt egy randevúra. |     |                                                                                   |                                     |                                                                  |                    |               |
| 90. | 10. | Arnold meglátogatja Arnie-t A csokifiú (Arnold Visits Arnie / Chocolate Boy)      | Christine KolosovFrank Weiss        | Michelle LamoreauxJoseph Purdy                                   | 2001. január 26.   | 510           |
| Arnold azt álmodja, hogy meglátogatja vidéken az unokatestvérét, Arnie-t. Az ottani emberek első ránézésre nagyon sok mindenben hasonlítanak az otthoniakhoz, de mintha mindenki az ellentettje lenne annak. Az itteni Lila, bár Arnie barátnője, beleszeret Arnoldba, akit viszont az itteni Helga érdekel. Wolfgang fogadást köt a csokis fiúval, hogy ha két hétig kibírja csoki nélkül, rengeteg csokoládét kap. Mikor rádöbben, hogy csak meg akarják ezzel is szégyeníteni, Arnoldtól kér segítséget a leszokáshoz. |     |                                                                                   |                                     |                                                                  |                    |               |
| 91. | 11. | Harold vs. Patty / Rich Guy                                                       | Christine Kolosov                   | Michelle LamoreauxJoseph Purdy                                   | 2002. február 3.   | 511           |
| A városi szkanderbajnokság előtt Harold kikap Pattytől, ami miatt a többiek megszégyenítik. Szeretne ettől megszabadulni, ezért Patty elvállaja, hogy megtanítja a technikájára. Miután megmenti egy gazdag ember életét, az meghívja Arnoldot és nagypapáját a házába. Az úrnak van egy fia, akivel azonban semmilyen közös témája nincsen. Arnold megpróbálja közelebb hozni őket egymáshoz. |     |                                                                                   |                                     |                                                                  |                    |               |
| 92. | 12. | The Racing Mule / Curly's Girl                                                    | Christine Kolosov                   | Steve Viksten, Joseph Purdy, Craig Bartlett & Michelle Lamoreaux | 2002. október 14.  | 512           |
| Mr. Hyunh, Oszkár, és Ernie vesznek egy versenylovat, de tévedésből öszvért kapnak. Ők azonban eltökéltek, hogy benevezik a versenyre. Mikor kiderül, hogy létezik öszvérek számára is futam, Arnoldot kérik meg, hogy legyen a zsokéjuk. Rózi véletlenül foltot ejt a mamája bundáján, amit engedély nélkül visz be a suliba. Fürtös vállalja, hogy kiszedi a foltot és hallgat a dologról, ha cserébe Rózi a barátnője lesz egy hétig. Amikor letelik az idő és Rózi dobja őt, Fürtös teljesen kiakad, és a diákok az ő pártját fogják. |     |                                                                                   |                                     |                                                                  |                    |               |
| 93. | 13. | On The Lam / Family Man                                                           | Christine KolosovFrank Weiss        | Jonathan GreenbergSteve Viksten                                  | 2002. június 1.    | 513           |
| Miután azt hiszik, hogy ők robbantották fel a rendőrség épületét, Sid, Stinky és Harold elhatározzák, hogy álöltözetben elhagyják a várost. Mindenki tűvé tesz értük mindent, de ők azt hiszik, börtönbe akarják őket zárni. Mr. Hyunh éttermének új tulajdonosa új főszakácsot szeretne. Az illető szerint nincs fontosabb a családnál, ezért Mr. Hyunh segítségére sietnek a panzió lakói, akik egy vacsorán a rokonainak adják ki magukat |     |                                                                                   |                                     |                                                                  |                    |               |
| 94. | 14. | Phoebe's Little Problem / Grandpa's Packard                                       | Christine KolosovFrank Weiss        | Michelle Lamoreaux & Steve VikstenCraig Bartlett & Joseph Purdy  | 2004. június 8.    | 514           |
| Miután Phoebe véletlenül elszellenti magát az egész iskola előtt, köznevetség tárgya lesz. Hiába vigasztalja azzal Arnold, hogy hamarosan mindenki elfelejti az egészet, nem így történik. Mikor Phoebe emiatt nem akar többé iskolába menni, az egész osztály megpróbálja megvigasztalni. Nagypapa régi Packardját ellopják egy autóbemutató után. Több gyanúsított is van, Arnold és nagymamája pedig rendületlenül nyomoznak. |     |                                                                                   |                                     |                                                                  |                    |               |
| 95. | 15. | A Day in the Life of a Classroom / Big Bob's Crisis                               | Frank Weiss                         | Joseph PurdyJoseph Purdy & Michelle Lamoreaux                    | 2003. november 15  | 515           |
| Mr. Simmonst választják az Év Tanárának, egy filmes stáb pedig dokumentumfilmet akar forgatni az osztály egy napjáról. Amikor megtudja, hogy hányan fogják őket megnézni, Mr. Simmons bepánikol, és egy komplett forgatókönyvet ír arról, hogy kinek mit kell csinálnia. Bob szívroham gyanújával kórházba kerül. Bár kiderül, hogy semmi komoly, egy halálközeli élmény miatt átértékeli az egész életét, és hippi módjára akar tovább élni. Helga azon van, hogy észhez térítse az egyre nagyobb képtelenségeket művelő apját. |     |                                                                                   |                                     |                                                                  |                    |               |
| 96. | 16. | Married                                                                           | Frank Weiss                         | Steve Viksten                                                    | 2002. május 11.    | 516           |
| Rózi egy különleges papírjáték segítségével meg tudja jósolni, kinek ki lesz a párja az életben. Arnold teljesen kiakad, amikor az sokadszorra is Helgát jósolja meg jövendőbelijeként. Aznap éjjel Arnold és Helga is arról álmodnak, milyen lenne az élet, ha összeházasodnának a jövőben. |     |                                                                                   |                                     |                                                                  |                    |               |
| 97. | 17. | Timberly Loves Arnold / Eugene, Eugene!                                           | Frank WeissChristine Kolosov        | Craig BartlettCraig Bartlett & Michelle Lamoreaux                | 2003. január 28.   | 517           |
| Arnold kedvesen bánik Timberlyvel, aminek hatására a kislány szerelmes lesz belé. Ez Lila figyelmét is felkelti, akinek imponál Arnold segítőkészsége. Arnold képtelen megmondani Timberlynek, hogy igazából csak kihasználja őt, hogy Lila közelébe kerülhessen. Jenci kapja a főszerepet egy közismert musicalben, ami egy hozzá hasonló alakról szól. Ám a darab rendezője a pozitív végkicsengést negatívra változtatja, és így az ő szerepét is eljelentékteleníti. |     |                                                                                   |                                     |                                                                  |                    |               |
| 98. | 18. | April Fool's Day                                                                  | Christine Kolosov & Donald A. Judge | Craig Bartlett, Michelle Lamoreaux & Joseph Purdy                | 2002. április 1.   | 518           |
| Arnold unja már, hogy április elsején mindenki a bolondját járatja vele. Amikor Helga egész nap nem száll le róla, a nagypapája segítségét kéri, aki egy különleges trükköt, a kinyitáskor hatalmasat villanó ajándékdobozt ad neki. Helga bedől, ám a villanástól átmenetileg megvakul. Hogy megleckéztesse Arnoldot, azt hazudja, hogy még mindig vak, és az esti, bolondok napi iskolabálon akarja mindenki előtt leleplezni magát. |     |                                                                                   |                                     |                                                                  |                    |               |
| 99. | 19. | The Journal Part 1                                                                | Christine Kolosov                   | Craig Bartlett, Michelle Lamoreaux & Joseph Purdy                | 2002. november 11. | 519           |
| Arnold szomorú, mert ismét eljött annak az évfordulója, amikor a szülei elmentek, és utána soha többé senki nem hallott róluk. Már épp meg akar szabadulni az emlékektől, amikor váratlanul megtalálja az apja, Miles naplóját. Nagypapája segítségével nekilátnak elolvasni: a történet első feléből kiderül, hogyan ismerkedtek meg szülei, Miles és Stella. Ezután beszámol róla a napló, hogy hogyan mentették ki őket egy folyó sodrásából a san lorenzói dzsungelben a rejtőzködő zöld szemű emberek. Majd sor kerül az esküvőjükre (ahol a hálás zöld szeműek nászajándékként hagyják nekik Ábelt, a malacot), s végül kalandos riói nászutukra. Az út során barátjuk, Eduardo zavarja meg őket: a zöld szeműek segítséget kérnek egy pusztító járvány miatt. |     |                                                                                   |                                     |                                                                  |                    |               |
| 100. | 20. | The Journal Part 2                                                                | Christine Kolosov                   | Craig Bartlett, Michelle Lamoreaux & Joseph Purdy                | 2002. november 11. | 520           |
| A történet folytatásában Miles és Stella megkeresik a zöld szeműeket sújtó álomkór ellenszerét, mire azok hálából megmutatják nekik rejtett birodalmuk határán álló templomukat. Nem sokkal ezután Stella teherbe esik, majd kilenc hónappal később megszületik Arnold. Úton a közeli kórházba váratlanul kitör egy vulkán, a természetet azonban furcsa módon elcsendesíti Arnold születése. Miles és Stella hamar rájönnek, hogy Arnolddal már nem élhetik a régi életüket, ezért elhagyják San Lorenzót és beköltöznek a panzióba Arnold nagyszüleihez. Remekül beilleszkednek, de alig múlik Arnold egy éves, Eduardo kérésére újra San Lorenzóba kell utazniuk egy újabb álomkór-járvány miatt. Abban bízva, hogy az út nem tart sokáig, Arnoldot hátrahagyják, de aztán soha többé nem térnek vissza. Itt ér véget a napló, amelynek utolsó oldalán Arnold talál egy térképet a helyről, ahová a szülei mentek. |     |                                                                                   |                                     |                                                                  |                    |               |